# 영주 강동리 충주석씨재사
영주 강동리 충주석씨재사(榮州 江東里 忠州石氏齋舍)은 대한민국 경상북도 영주시 평은면 강동리에 있는 건축물이다. 2010년 3월 11일 경상북도의 문화재자료 제571호로 지정되었다.

## 개요
1808년 건립되었다고 하나 정확한 건립 년대는 확인할 수 없었다. 이 곳 입향조인 통덕랑 사성(斯珹)의 단소와 단비를 재사 뒤편에 세우고 매년 문중들이 모여 향사를 치르고 있다.
묘하재실로서 재실 뒷산을 배경으로 하여 서남향으로 자리하고 있다. 건축물의 구성은 전면 쪽으로 일자형 대문채가 자리하고 뒤편으로 ㄷ자형평면의 재사가 연결된다. 그리고 재사건물과 대문채 사이에 협문을 두어 외부에서 일견할 때 口자형 건축물로 인식된다.
이 지역에 거주하고 충주석씨들의 선조들의 재사를 모시는 건물로서 대청, 온돌방부분 등 다소 개조되어 원형을 상실한 부분이 있으나 수몰지구 충주석씨들의 정신적 구심체로서 매우 중요한 의미를 지니고 있으며, 이건 복원이 필요할 경우 원형을 복원 시킬 수 있는 주구조체 및 방재 등 주요부는 원형을 지니고 있어 원형 복원이 가능할 것으로 판단되어 문화재자료로 지정한다.

## 참고 자료
- 영주 강동리 충주석씨재사 - 국가유산청 국가유산포털